# Metacrangonyx antennatus
Metacrangonyx antennatus is een vlokreeftensoort uit de familie van de Metacrangonyctidae. De wetenschappelijke naam van de soort is voor het eerst geldig gepubliceerd in 2008 door Messouli, El Alami El Filali, Coineau & Boutin.